# Ramzy Al Duhami
Ramzy Al-Duhami (Riade, 5 de janeiro de 1972) é um ginete saudita, especialista em saltos, medalhista olímpico. 

## Carreira
Ramzy Al-Duhami representou seu país nos Jogos Olímpicos de 1996 a 2012, na qual conquistou a medalha de bronze nos saltos por equipes.